# Србљак
Србљак је посебна врста минејских зборника који се формирао највероватније у XV веку. Садржи оригинална дела старог српског црквеног песништва — службе и житија канонизованих Срба. Нема строго утврђени састав. Избор текстова који чине поједини Србљак зависи од жеље наручиоца па их је због тога немогуће типолошки разврстати.

## Најстарији србљаци
Најстарији србљак потиче из последње четвртине XV века (рукопис Пећке патријаршије број 78) и он садржи само службе архиепископима Арсенију, Јевстатију и Никодиму као и чинове требника. Хиландарски рукопис број 479 састављен је од више делоа који су писани од краја XV до треће четвртине XVI века. Садржи службе краљу Милутину од Данила Бањског (са синаксаром), Ђорђу Кратовцу од попа Пеје, Петру Коришком (која је старија од Теодосијеве). После служби следе житија Стефана Дечанског од Григорија Цамблака, Мученије Ђорђа (Георгија) Кратовца од попа Пеје, Житије Петра Коришког од Теодосија. Србљак (1525) из збирке народне библиотеке (рс. 18) садржи искључиво службе и житија српских светитеља. Рукопис број 91 Грујићеве збирке (Музеј СПЦ, Београд из средине XVI века) садржи житија Светог Саве, краља Милутина, Стефана Дечанског и синаксар кнеза Лазара као и службе краљу Милутину, Стефану Дечанском, кнезу Лазару, Слово кнезу Лазару итд.
У Римнику је 1761. године штампан Србљак а ово издање је приређено према рукопису Србљака манастира Раковца (1714). Раковачки србљак приредио је игуман Теофан а исписао га је монах Максим. Све српске службе настале од XIII до XVII века укључене су у двојезично издање Србљака (српскословенско и српско) које је приредила 1970. група научника предвођена Димитријем Богдановићем.

## Историјски значај србљака
Обједињавање литургијских служби, у част српских светаца, у јединствену књигу названу србљак у времену османске владавине је био један од најзначајнијих књижевних догађаја у Србији из тог времена. Ове службе су у почетку уношене у постојеће зборнике служби зване минеји или месецослови. Но, с временом почиње се устаљивати у празничним минејима „српска литургијска песма“. Први сачувани рукописи с претежно српским службама потичу из XVI века (1525). Први штампани празнични минеј или саборник у који су унесене три српске службе, две Теодосијеве (Светоме Симеону и Сави) и једна Цамблакова (Стефану Дечанском), саставио је јеромонах Мојсије из Дечана, а изишао је у Млетачкој штампарији Божидара Вуковића (1536—1538). Не зна се кад је дошло до издвајања служби српским свецима у засебан зборник нити кад је и како је тај зборник добио име Србљак.
Први познати рукопис Србљака који је садржавао значајан део тог националног корпуса настао је у манастиру Раковцу у Срему, 1714. Према том или неком другом сличном рукопису изишло је прво издање књиге које је приредио епископ арадски Синесије Живановић на рускословенском језику под насловом Правила молебнаја свјатих сербских просвјатеитељеј (у Римнику, у Румунији, 1761, друго издање у Венецији, 1765). У каснијим црквеним издањима (1861, 1986) број служби у зборнику повећавао се и то на два начина: уношењем старих служби којих није било у ранијим издањима и придодавањем новонасталих служби.
Постоји такође књижевно издање Србљака (1970, књ. I-Ш, IV књига с научним прилозима), у којем је обухваћена целокупна српска литургијска химнографија настала у оквирима старе књижевности, а изостављене су службе настале касније, у XVIII, XIX и XX веку, које се уносе у црквена издања књиге.

### Каснији развој
Схваћен у најширем смислу Србљак је јединствена књига, без премца у српској књижевности. Она је писана у току читавих осам векова постојања српске књижевности, од Савине Службе св. Симеону, првог домаћег литургијског дела написаног почетком XIII века, до служби насталих у XX веку, при чему ниједано столеће није прошло а да није дало неки прилог том зборнику: од писаца XIII века, најплоднијег и у службама као и у житијима, потиче 10 служби, службе старим и новим светитељима стварају се даље у XIV, XV, XVI и XVII веку, до Стихире светом кнезу Лазару коју је написао Кипријан Рачанин крајем XVII века. То је последња служба националном светитељу настала у оквирима традиције старе књижевности. Изван те традиције, у XVIII, XIX и XX веку, написано је још 14 служби.
Као црквена обредна књига Србљак је српски месечник, национални минеј, у којем литургијску годину обележавају спомени на домаће светитеље. Поредак служби у књизи је календарски. Службе се уводе под датумом када се слави спомен на светитеља, што се увек назначава у заглављу за поједине службе као нпр. у Теодосијевој Служби Светом Сави: „Месеца тога (јануара) 14. спомен Светога оца нашег Саве, првога архиепископа и учитеља српскога“ или у Служби архиепископу Арсенију од Данила II: „Месеца октобра 28. спомен преподобног оца нашег Арсенија архиепископа српског“ или у Пајсијевој Служби цару Урошу: „Месеца децембра другог, спомен међу светима блаженог Уроша, младога мученика“, итд.
За поетику Србљака карактеристична је, с једне стране, њена потпуна зависност од византијског литургијског и књижевног канона, а с друге, национална идеја која је надахнула како поједине службе тако и њихово колекционирање у посебан зборник. Као и у другим књижевним врстама наши писци су и у службама верно следили византијске узоре. Тај „однос зависности“, као што је показао Димитрије Богдановић, нигде није тако изразит, тако потпун као овде: „исти облици, исти називи песама, исти распоред и композиција појединих целина, па чак, кад се подробно размотри, и сличне, често потпуно истоветне стилске фигуре, сам њихов књижевни израз“, укратко, наши химнографски текстови „не показују никакву разлику према својим грчким обрасцима“. Но, није у питању само придржавање поетике и стилистике византијског литургијског канона. „Однос зависности“ треба схватити у најдословнијем смислу, као преузимање читавих блокова већ постојећих текстова, што је условљено природом службе као сложене композиције и њеном улогом у свакодневном црквеном богослужењу.

### Народне теме у србљаку
Но, с друге стране, управо зато што су најнепосредније повезане са функционисањем цркве, што чине саставни део њене унутрашње, литургијске суштине, службе светитељима потеклим из властитог народа јесу чињеница која сама по себи говори веома много. У домаћим службама често се јављају националне теме, у њима се говори о судбини отачаства и народа; у временима напретка светитељи се моле да још више утврде своје отачаство, да га чувају у миру и Божјој милости, а у временима пораза и народних страдања њима се упућују молитве за помоћ и спасење. То родољубиво осећање свакако чини врло значајан елеменат наших служби и њиховог деловања на вернике. Међутим, оно није никако најважнија њихова компонента. У службама националним подједнако као и у службама заједничким, општехришћанским светитељима најважнију улогу има верско, хришћанско осећање у свим различитим видовима свог испољавања.
Национално инспирисане службе издвајају се у односу на интернационалне тиме што се у њима највиша и најдубља осећања побожности исказују поводом светитељски узорног живљења и чудотворног деловања за живота и после смрти људи својег рода и имена, што су они, како је написао поп Пејо поводом св. Ђорђа Кратовца, „српскога корена изданак“.
Тим посредним путем, много више него непосредним исказивањем родољубивих тема, наше службе деловале су највише на вернике, јачајући у њима подједнако и верска осећања и националну самосвест. То деловање испољавало се у истом духу и у истом правцу као и деловање других врста наше старе књижевности, житија владара и црквених поглавара, летописа, родослова итд. Међутим, оно је било много ефектније и ефикасније посредством црквених служби него преко осталих књижевних форми. Из два основна разлога: прво, што је у службама домаће, национално одређење било у потпуности уклопљено у општеприхваћени хришћански духовни контекст, друго, зато што су црквене песме много лакше, брже и једноставније допирале до верника него сви остали жанрови.

### Понављање житија
Житија и други текстови налазили су се у књигама које су биле ретке, до којих се тешко долазило, а кад би се до њих дошло, могли су их читати само малобројни. А службе су се стално слушале у цркви, слушали су их сви, писмени и неписмени, свештена лица и световњаци. Српски верници у тачно одређене дане у години, поред свега осталог, могли су слушати и свете речи о најодабранијим људима из властитог народа. А то слушање понављало се сваке године у исто време и на исти начин, и тим понављањем поруке те поезије стално су се утврђивале у души слушалаца, постајући тако битан део њиховог културног, верско-националног идентитета.